# Pápay Sándor
Pápay Sándor (Izsák, 1925. szeptember 17. – Miskolc, 2004. április 9.) aranydiplomás „Kiváló tanár”.

## Életpályája
Izsákon született, eredetileg orvosnak készült. A második világháború után azonban úgy döntött, tanár lesz; magyar–történelem szakon diplomázott Debrecenben (a Kossuth Lajos Tudományegyetemen és a Református Tanárképző Intézetben) és 1950-ben került Miskolcra. 43 évig tanított a Földes Ferenc Gimnáziumban, 10 évig a Lévay József Református Gimnáziumban. Ez utóbbinak egyik alapító tanára volt. Az utolsó években a Miskolci Egyetem Bölcsészettudományi Karán is oktatott. Bár 1985-től nyugdíjas volt, egészen halála napjáig tanított.
2005-ben a Földes Ferenc Gimnázium előcsarnokának falára 1955-ben végzett osztálya emléktáblát állított fel emlékére. A tábla Tóth Sándor Munkácsy Mihály-díjas szobrászművész alkotása.

## Művei
- A falak üzenete: emlékkönyv a miskolci Lévay József Gimnázium épületének 100 éves évfordulójára (Miskolc, 1999)
- Kalauz lelki szárazság idejére: elmélkedések, idézetek (ISBN 9639466573, Bíbor Kiadó, 2003)

## Díjai
Az alábbi díjakat, kitüntetéseket nyerte el:
- Miniszteri Dicséret (1960)
- Kiváló Tanár (1975)
- Munka Érdemrend arany fokozata (1980)
- Miskolc városa Pedagógiai Díja (1993)
- Kövy Sándor-díj (1999)
- Miskolc díszpolgára (1999)
- Imre Sándor-díj (posztumusz, 2004)